# Savoonga
Savoonga è un comune degli Stati Uniti d'America, nella Census Area di Nome, nello Stato dell'Alaska.